# Rya Taza
Rya Taza (en arménien : Ռյա Թազա ; anciennement Ghondaksaz) est une communauté rurale du marz d'Aragatsotn, en Arménie. Elle compte 545 habitants en 2009.